# Santa Fe (Argentinien)

Wappen

Santa Fe de la Vera Cruz ist eine Stadt im nordöstlichen Argentinien. Sie ist die Hauptstadt der reichen, von Landwirtschaft und Industrie geprägten Provinz Santa Fe und mit über 572.000 Einwohnern eine der größten Städte des Landes. Sie ist nach der Millionenstadt Rosario die zweitgrößte Stadt dieser Provinz.

## Geografie

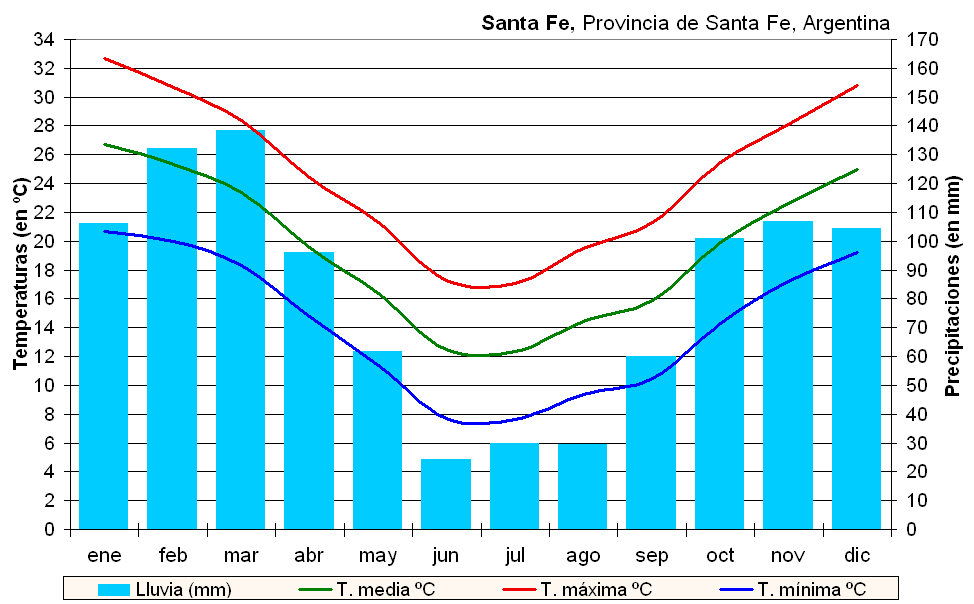
Klimadiagramm Santa Fe

Santa Fe liegt gegenüber der Stadt Paraná an der Mündung des Río Salado in den Río Paraná, der dort das weitläufige Bassin Laguna Setúbal bildet. Der südlich von Santa Fe verlaufende Río Salado sorgt für häufige Überschwemmungen. Die Stadt liegt in einem Gebiet, in dem die Pampa-Grasebene in den heißeren Gran Chaco übergeht.

## Geschichte
1573 gründete Juan de Garay die Stadt an einem Ort, der mehr als 70 Kilometer vom heutigen Santa Fe entfernt liegt (heute Cayastá). Schon 1580 war der neue Ort Zeuge der ersten zaghaften Unabhängigkeitsbewegung Amerikas, der sogenannten Rebelión de los Siete Jefes.
1660 wurde die Stadt wegen der permanenten Überschwemmungen an den heutigen Platz verlegt. 1662 wurde der Hafen gebaut, der sich zum Motor der Wirtschaft der Stadt entwickelte.
Zur Zeit der Unabhängigkeitskriege (1810–1816) und der folgenden Jahre entwickelte sich Santa Fe zu einem Zankapfel zwischen verschiedenen Interessenten, besonders zwischen den sogenannten Unitariern (Zentralisten) und den Föderalisten. 1853, nach Ende der Auseinandersetzungen, wurde in der Stadt die argentinische Verfassung diktiert, die trotz einiger Reformen im Wesentlichen heute noch gilt. Ab dort begann eine Phase des stetigen Wachstums, das bis heute anhält.
Zum Ende des 19. Jahrhunderts hatte die Stadt eine Kathedrale, einen bischöflichen Palast, ein Rathaus und ein großes Jesuitenkolleg mit 400 Pensionären, ferner eine Academia, große Kasernen, eine Gießerei, eine Maccaronifabrik, eine Ölmühle und 15.099 Einwohner, die lebhaften Handel trieben.
Seit 1969 ist Santa Fe über die Ruta Nacional 168 und den Túnel Hernandarias unter dem Río Paraná mit Paraná verbunden. Der Tunnel war die erste feste Querung des Flusses in Argentinien.
Im April 2003 kam es zu einer verheerenden Überschwemmung weiter Teile der Stadt infolge eines Hochwassers des Río Salado, dessen Ausmaß von den Behörden zu spät erkannt wurde. Nach der offiziellen Statistik kamen dabei 30 Menschen ums Leben. Tausende mussten evakuiert werden und leben teils heute noch in Zeltsiedlungen rund um die Stadt.
Bevölkerungsentwicklung der Stadt
| Jahr | Einwohnerzahl |
| ---- | ------------- |
| 1980 | 291.966       |
| 1991 | 348.325       |
| 2001 | 368.668       |
| 2010 | 391.164       |
| 2022 | 572.265       |

## Wirtschaft
Ein wichtiger Pfeiler der Wirtschaft ist neben der Administration der Hafen, der nördlichste Punkt der Wasserstraße Paraná-Paraguay, an dem kleine Hochseeschiffe anlegen können. Außerdem gibt es eine breitgefächerte Industrie. Etwa 10 Kilometer südlich der Stadt befindet sich der Flughafen Santa Fe.
Auch eine kleinere, regionale Wertpapierbörse – die Bolsa de Comercio de Santa Fe – ist hier niedergelassen.

## Bildung
In Santa Fe haben zahlreiche Universitäten einen Campus eröffnet, u. a.: Pontificia Universidad Católica Argentina (UCA), Universidad Abierta Interamericana (UAI), Universidad Católica de la Plata (UCALP), Universidad Católica de Santa Fe (UCSF), Universidad del Centro Educativo Latinamericano (UCEL), Universidad Nacional del Litoral (UNL), Universidad Nacional de Rosario (UNR) und Universidad Tecnológica Nacional (UTN)

## Persönlichkeiten
- Carlos Baldomir (* 1971), Profiboxer
- Osvaldo Bayer (1927–2018), Historiker und Schriftsteller
- Juan Behrensen (1904–1981), Schwimmer
- Fernando Birri (1925–2017), Regisseur, Filmtheoretiker, Dichter und Puppenspieler
- Germán Chiaraviglio (* 1987), Stabhochspringer
- Valeria Chiaraviglio (* 1989), Stabhochspringerin
- Walter Fahrer (1939–2025), Comiczeichner
- Ernesto Giobando (* 1959), Bischof von Mar del Plata
- Carlos Monzón (1942–1995), Boxer
- Alfredo Piàn (1912–1990), Automobil-Rennfahrer
- Carlos Reutemann (1942–2021), Autorennfahrer und Politiker
- Mario Sebastián (1926–2006), Wasserballspieler
- Matías Vecino (* 1979), Weihbischof in Santa Fe de la Vera Cruz

### Persönlichkeiten Musik
- Julio Ahumada (1916–1984), Bandoneonist, Tangokomponist und Bandleader
- Reine Flachot (1922–1998), französische Cellistin
- Nury Guarnaschelli (* 1966), Hornistin
- Horacio Guarany (1925–2017), Folkloresänger und Schriftsteller
- Carlos Guastavino (1912–2000), Komponist
- Virtú Maragno (1928–2004), Komponist
- Henri Martelli (1895–1980), Komponist
- Chico Novarro (1933–2023), Cantautor
- Ariel Ramírez (1921–2010), Komponist
- Luis Rocco (* 1951), Flötist

### Persönlichkeiten Fußball
- Sergio Bernardo Almirón (* 1980), Fußballspieler
- Martín Bravo (* 1986), Fußballspieler
- Nicolás Lauría Calvo (* 1974), Fußballspieler
- Héctor Cúper (* 1955), Fußballspieler und -trainer
- Lucas Esquivel (* 2001), Fußballspieler
- Luciano Figueroa (* 1981), Fußballspieler
- Nicolás Alejandro „Nico“ Frutos (* 1981), Fußballspieler
- Alberto Galateo (1912–1961), Fußballspieler
- Leopoldo Luque (1949–2021), Fußballspieler
- Germán Lux (* 1982), Fußballspieler
- Pedro Pasculli (* 1960), Fußballspieler
- Juan Antonio Pizzi (* 1968), Fußballspieler
- Gustavo Quinteros (* 1965), Fußballspieler und -trainer
- Carlos Roa (* 1969), Fußballtorhüter
- Roberto Sensini (* 1966), Fußballspieler und -trainer
- Gonzalo Sosa (* 1989), Fußballspieler
- Pablo Vegetti (* 1988), Fußballspieler
- Hugo Villaverde (1954–2024), Fußballspieler
- Federico Wilde (* 1909), Fußballspieler

### Persönlichkeiten Basketball
- Carlos Delfino (* 1982), Basketballspieler
- Wálter Herrmann (* 1979), Basketballspieler
- Andrés Nocioni (* 1979), Basketballspieler

### Persönlichkeiten Volleyball und Beachvolleyball
- Luciano De Cecco (* 1988), Volleyballspieler
- Fabio Díez (* 1965), argentinisch-spanischer Beachvolleyballspieler
- Facundo Imhoff (* 1989), Volleyballspieler
- Georgina Klug (* 1984), Volleyball- und Beachvolleyballspielerin
- María Virginia Zonta (* 1989), Beachvolleyballspielerin

## Städtepartnerschaften
Santa Fe listet folgende 17 Partnerstädte auf:
| Stadt            | Land                | seit               |
| ---------------- | ------------------- | ------------------ |
| Afula            | Israel              | 1994               |
| Alegrete         | Brasilien           | 2011               |
| Beibei           | Volksrepublik China | 2014, 12. November |
| Braga            | Portugal            | 2017               |
| Callao           | Peru                | 1997               |
| Canelones        | Uruguay             | 2003               |
| Cuneo            | Italien             | 1998               |
| Encantado        | Brasilien           | 1996, 26. Juli     |
| Haidian          | Volksrepublik China | 2009               |
| Kuba             | Kuba                | 1999               |
| Medellín         | Kolumbien           | 2011               |
| Montevideo       | Uruguay             | 1996, 4. Juni      |
| Rosolini         | Italien             |                    |
| Santa Fe         | Spanien             |                    |
| Santa Fe Springs | Vereinigte Staaten  | 1960, 2. Dezember  |
| Tétouan          | Marokko             | 1987               |
| Villalba de Losa | Spanien             | 2008               |
| Ypacaraí         | Paraguay            | 1978, 4. September |